# همسان‌گردی
خاصیتی را همسانگرد یا ایزوتروپ (به انگلیسی: isotropy) می‌نامیم که اندازه‌گیری آن در هر جهت فضایی به نتیجه‌ای یکسان منجر شود؛ یعنی اگر آن خاصیت را رو به سمت خاصی از فضا اندازه‌گیری کنیم، همان نتیجه‌ای را بگیریم که همان خاصیت را رو به سمت دیگری اندازه گرفته باشیم. به زبان فنی‌تر (به زبان نظریه گروه‌ها)، یک خاصیت همسانگرد نسبت به گروه دوران‌های فضایی تقارن دارد.

## ریاضیات
در ریاضیات، ایزوتروپی چند معنی متفاوت دارد:

#### Isotropic manifolds
منیفولد یک ایزوتروپ است اگر هندسهٔ روی منیفولد بدون توجه به مسیر یکسان باشد. یک مفهوم مشابه، فضای همگن است.

##### فرم درجه دوم ایزوتروپیک
فرم درجه دوم q هنگامی ایزوتروپیک است که یک بردار غیر صفر به‌طور q(v)=۰ وجود داشته باشد. چنین برداری بردار ایزوتروپیک یا بردار پوچ است. در هندسهٔ پیچیده، یک خط از مبدأ به سمت بردار ایزوتروپیک یک 'خط ایزوتروپیک' است.

##### مختصات ایزوتروپیک
مختصات ایزوتروپیک، مختصات روی نمودار ایزوتروپیک برای منیفولدهای لورنتزی است.

##### گروه ایزوتروپی
گروه ایزوتروپی گروهی از ایزومورفیزم‌ها از هر جسمی به خود در یک گروه است. نمایندگی ایزوتروپی یک نمایندگی از یک گروه ایزوتروپی است.

##### موقعیت ایزوتروپی
اگر ماتریس کواریانس بردار هویت باشد، توزیع احتمال در فضای بردار در موقعیت ایزوتروپیک قرار دارد.

##### میدان بردار ایزوتروپی
میدان بردار که توسط یک منبع نقطه تولید می‌شود هنگامی ایزوتروپیک است که برای هر همسایگی کروی در مرکز منبع نقطه، مقدار بردار مشخص شده توسط هر نقطه تحت تغییر جهت قرار نگیرد. برای مثال، نور ستاره ایزوتروپیک به نظر می‌رسد.

## فیزیک

###### مکانیک کوانتوم یا فیزیک ذرات
هنگامی که یک ذره بدون چرخش پوسیده می‌شود، توزیع پوسیدگی حاصل باید بدون توجه به فیزیک جزئیات پوسیدگی‌ها، در قاب بقیه ذرات در حال فروپاشی ایزوتروپی باشد. این امر از عدم تغییر چرخشی Hamiltonian ناشی می‌شود که برای یک پتانسیل متقارن کروی تضمین می‌شود. تئوری جنبشی گازها نیز مثالی از ایزوتروپی است. فرض شده که مولکول‌ها در چهت‌های تصادفی حرکت می‌کنند در نتیجه احتمال حرکت هر مولکول در هر جهت مساوی است؛ بنابراین وقتی مولکول‌های زیادی در گاز وجود داشته باشند، به احتمال زیاد تعداد بسیار مشابهی وجود دارد که در یک جهت حرکت می‌کنند و هرکدام از دیگری ایزوتروپی تقریبی را نشان می‌دهند.

###### دینامیک سیال
در صورت عدم وجود directional preference (به عنوان مثال در تلاطم سه بعدی کاملاً توسعه یافته) جریان سیال ایزوتروپیک است. نمونه ای از anisotropy در جریاناتی با تراکم زمینه است زیرا گرانش فقط در یک جهت کار می‌کند. سطح آشکار جدا کننده دو مایع ایزوتروپیک متفاوت به عنوان ایزوتروپ شناخته می‌شود.

###### انبساط حرارتی
در صورتی که انبساط جامد در تمام جهات هنگامی که انرژی گرمایی به جامد ارائه می‌شود تأمین شود، جامد ایزوتروپی گفته می‌شود.

###### الکترومغناطیس
یک محیط ایزوتروپیک یکی از مواردی است که توان پذیری، ε، نفوذ پذیری، μ، از محیط در همه جهات محیط یکنواخت است، ساده‌ترین حالت فضای آزاد.

###### نوری
ایزوتروپی نوری به معنی داشتن نوری یکسان در همه جهات است. اگر انعکاس یا انتقال ماکروسکوپی محاسبه شود، انعکاس یا انتقال فردی دامنه‌ها برای نمونه‌های میکرو ناهمگن به‌طور متوسط است. این را می‌توان به سادگی با بررسی به عنوان مثال یک ماده پلی کریستالی در زیر میکروسکوپ قطبی با عبور از قطب بندی‌ها تأیید کرد: اگر بلورها از حد تفکیک بزرگتر باشند، قابل مشاهده خواهند بود. در غیر این صورت، برای نمونه‌های میکرو همگن (دامنه‌های کوچکتر از حد تفکیک)، این تانسور دی الکتریک است که کاهش می‌یابد.

###### کیهان‌شناسی
تئوری بیگ بنگ در مورد تکامل جهان قابل مشاهده فرض می‌کند که فضا یکنواخت است. همچنین فرض می‌کند فضا یکدست است. این دو فرض در کنار هم به عنوان اصل کیهان‌شناسی شناخته می‌شوند. از سال ۲۰۰۶، مشاهدات نشان می‌دهد که در مقیاس‌های مسافت بسیار بزرگتر از کهکشان‌ها، خوشه‌های کهکشان از ویژگی‌های 'عالی' هستند. اما در مقایسه با به اصطلاح سناریوهای چند وجهی کوچک هستند. در اینجا همگن به معنای این است که جهان در همه جا یکسان است (مکان مطلوبی وجود ندارد) و ایزوتروپیک به معنای عدم وجود جهت مطلوب است.

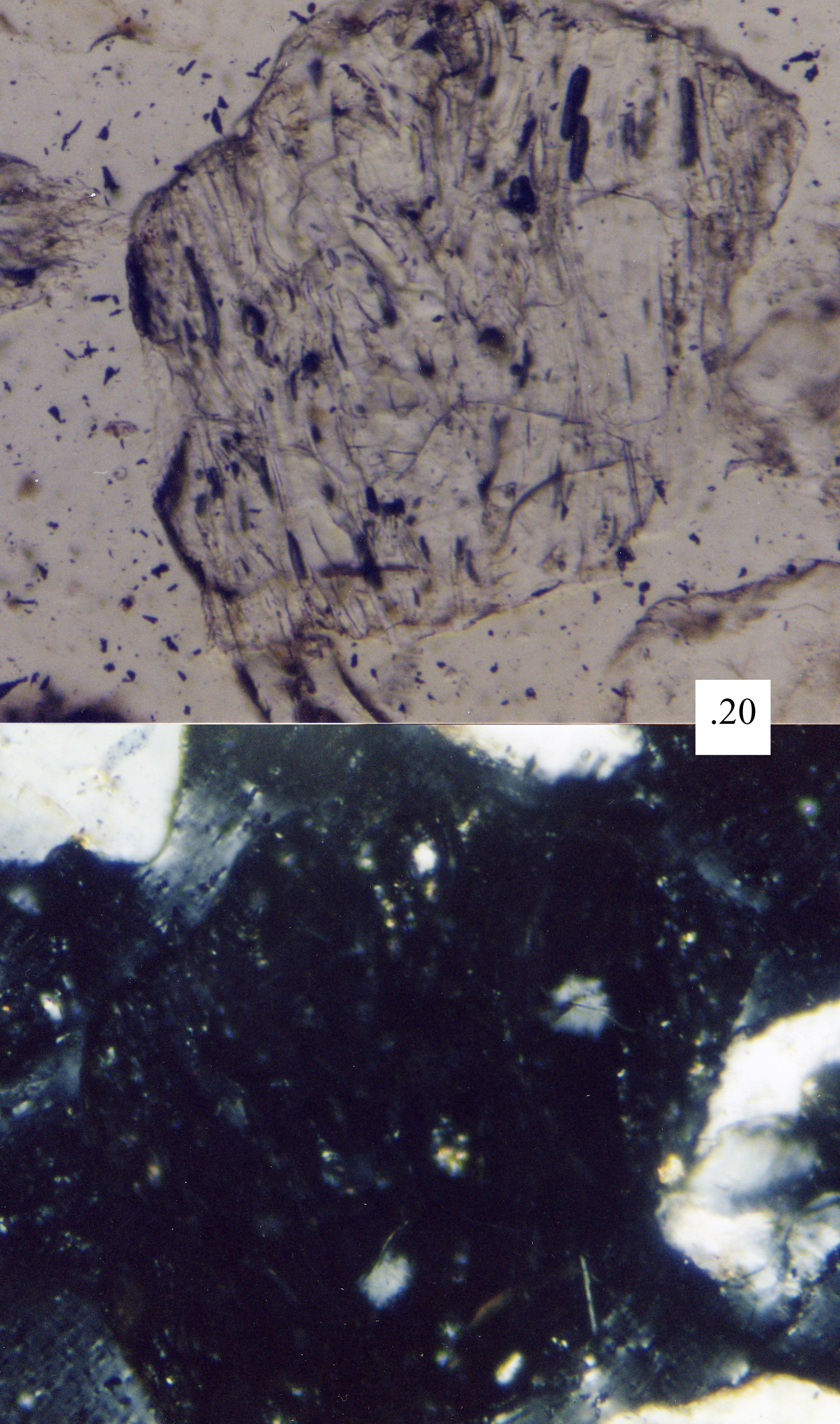
این دانه شن و ماسه ساخته شده از شیشه آتشفشانی ایزوتروپیک است و بنابراین، هنگامی که بین فیلترهای قطبش روی میکروسکوپ پتروگرافی چرخانده می‌شود، خاموش می‌مانند.

### علم مواد
در مطالعه خواص مکانیکی مواد، از زوتروپیک به معنی داشتن مقادیر یکسان یک خاصیت در همه جهات است. از این تعریف در زمین‌شناسی و کانی‌شناسی نیز استفاده می‌شود. شیشه‌ها و فلزات نمونه‌هایی از مواد ایزوتروپیک هستند. مواد anisotropic متداول شامل چوب است، زیرا خواص مواد آن موازی و عمود بر دانه و سنگ‌های لایه ای مانند تخته سمگ متفاوت است.
مواد ایزوتروپیک از آنجا که شکل‌گیری آن‌ها راحت تر است و پیش‌بینی رفتار آن‌ها آسان تر است، پر استفاده هستند. مواد anisotropic می‌توان متناسب با نیروهایی که انتظار می‌رود جسمی تجربه کند تنظیم کرد. برای مثال الیاف موجود در مواد الیاف کربن و میلگردهای موجود در بتن مقاومت در برابر این کشش را دارند.

### Microfabrication
در فرآیندهای صنعتی مانند مراحل etch، ایزوتروپی به این معنی است که فرایند بدون در نظر گرفتن جهت با همان سرعت پیش می‌رود. واکنش شیمیایی ساده و از بین بردن یک بستر توسط یک اسید، یک حلال یا یک گاز واکنش پذیر اغلب بسیار نزدیک به ایزوتروپیک است. برعکس، anisotropic به این معنی است که سرعت حمله بستر در یک جهت خاص بیشتر است. فرآیندهای anisotropic etch، که در آن نرخ etch عمودی زیاد است، اما سرعت etch جانبی بسیار کوچک است، فرایندهای اساسی در ساخت میکرو در مدارهای مجتمع و دستگاه‌های MEMS هستند.

### آنتن (رادیو)
آنتن ایزوتروپیک یک «عنصر تابشی» ایده‌آل است که به عنوان مرجع استفاده می‌شود. آنتی که به‌طور مساوی نیرو را پخش می‌کند در همه جهات. سود آنتن دلخواه معمولاً در دسی بل نسبت به آنتن همسانگرد گزارش می‌شود و به صورت dBi یا dB (i) بیان می‌شود.

## زیست‌شناسی سلولی
اگر خصوصیات دیواره سلول در همه جا کم و بیش یکسان باشد، گفته می‌شود که ایزوتروپیک است. فضای داخلی سلول به دلیل وجود اندامک‌های درون سلولی anisotropic است.

#### فیزیولوژی
در سلولهای عضلانی اسکلتی (مثلا فیبرهای عضلانی)، اصطلاح «ایزوتروپیک» به نوارهای نوری (نوارهای I) گفته می‌شود که به الگوی خط دار سلول کمک می‌کند.

#### داروسازی
اگرچه کاملاً ثابت شده‌است که پوست یک مکان ایده‌آل برای تجویز داروهای محلی و سیستمیک فراهم می‌کند، اما مانعی اساسی در برابر نفوذ بیشتر مواد ایجاد می‌کند. اخیراً فرمولاسیون‌های ایزوتروپیک به‌طور گسترده‌ای در پوست برای تحویل دارو استفاده می‌شود.